# Antonio D’Aniello
Antonio D’Aniello (* 10. November 1979 in Neapel) ist ein ehemaliger italienischer Radrennfahrer.
Antonio D’Aniello gewann im Jahr 2000 ein Teilstück bei dem Luxemburger Etappenrennen Flèche du Sud. In der Saison 2002 fuhr er für Amore & Vita-Beretta als Stagiaire, bekam aber keinen Profivertrag für das folgende Jahr. 2003 wurde er italienischer Amateurmeister im Straßenrennen und auf der Bahn. Ein Jahr später wurde er dann Profi bei Miche. Ab 2007 fährt er für das Professional Continental Team Ceramica Flaminia.

## Erfolge
2000
- eine Etappe Flèche du Sud

## Teams
- 2002 Amore & Vita-Beretta (Stagiaire)
- 2004 Miche
- 2005 Miche
- 2006 Miche
- 2007 Ceramica Flaminia

| Personendaten    | Personendaten               |
| ---------------- | --------------------------- |
| NAME             | D’Aniello, Antonio          |
| KURZBESCHREIBUNG | italienischer Radrennfahrer |
| GEBURTSDATUM     | 10. November 1979           |
| GEBURTSORT       | Neapel                      |